# Batu (Äthiopien)
Der Batu ist mit 4307 m der höchste Berg im Somali-Hochland (Ostafrika) im südlichen Äthiopien. 
In diesem Hochgebirge liegt er im Mendebo-Gebirge im Bale-Mountains-Nationalpark rund 270 km südlich von Addis Abeba.